# Podarcis vaucheri
Podarcis vaucheri är en ödleart som beskrevs av  George Albert Boulenger 1905. Podarcis vaucheri ingår i släktet Podarcis och familjen lacertider. IUCN kategoriserar arten globalt som livskraftig. Inga underarter finns listade i Catalogue of Life.